# 무당파 (정치)
무당파(無黨派)는 특별히 지지하는 정당이 없는 경우를 말한다. 일반적으로 정치인이나 단체장이 정당에 가입하지 않은 경우는 무소속이라고 하며, 무당파는 유권자를 가리킨다.

## 같이 보기
- 무소속
- 부동표